# يوجيمبو (فلم)
يوجيمو فيلم ياباني من إخراج آكير كوروساوا انتج عام 1961 من بطولة توشيرو ميفون ويوكو تسوكاسا. وهو سلسلة دراما غن قصة رونين (توشيرو) الذي يرحل من قريته التي تسيطر عليها الجريمة يحاول كل من الزعيمين توظيف الوافد الجديد كحارس شخصي.

## القصة
في عام 1860، خلال السنوات الأخيرة من فترة إيدو، تجولت المحارب من الرونين في ريف اليابان المقفر. أثناء توقفه في مزرعة للحصول على المياه، سمع زوجًا مسنًا يأسف على أن ابنهما الوحيد، الذي لا يريد أن يضيع حياته كمزارع، قد هرب للانضمام إلى «المقامرين gamblers» الذين نزلوا في بلدة مجاورة اجتاحتها المجرمين والمنقسمة بين زعيمين متنافسين. يتجه الغريب إلى المدينة حيث يلتقي بكونجي، صاحب إيزاكايا صغير ينصحه بالمغادرة. يخبر رونين أن الزعيمين المتحاربين، أوشيتورا وسييبي، يتقاتلان على تجارة القمار المربحة التي يديرها سييبي؛ كان أوشيتورا هو اليد اليمنى لسيبي، لكنه ثار عندما قرر سيبي أن خليفته سيكون ابنه يويشيرو، وهو شاب عديم الفائدة. كان عمدة البلدة، وهو تاجر حرير يُدعى تازيمون، في جيب سيبي منذ فترة طويلة، لذلك تحالف أوشيتورا مع صانع الجعة المحلي، توكيمون، وأعلنه عمدة جديد. بعد تحجيم الموقف والاعتراف بأن لا أحد في المدينة يهتم بإنهاء العنف، يقول الغريب إنه ينوي البقاء، لأن البلدة ستكون أفضل حالًا مع مقتل كلا الجانبين.
أقنع سيبي الأضعف أولاً بتوظيف خدماته بقتل ثلاثة من رجال أوشيتورا دون جهد. عندما سُئل عن اسمه، رأى حقل توت وذكر أن اسمه كواباتاكي سانجورو (桑 畑 三十 郎)، حيث 桑 畑 Kuwabatake = «حقل التوت» وأين 三十 郎 سانجورو («يبلغ من العمر ثلاثين عامًا»).
يقرر سييبي أنه مع مهارة سانجورو الرونين في المبارزة، فقد حان الوقت للتعامل مع اوشيتورا. ومع ذلك، يتنصت سانجورعلى زوجة سييبي، التي تأمر Yoichiro بإثبات نفسه بقتل الرونين بعد الغارة القادمة، مما ينقذهم من الاضطرار إلى دفع المال له. يقود سانجورو الهجوم على الفصيل الآخر، لكنه «يستقيل» بعد ذلك بسبب خيانة سيبي، متوقعًا أن يذبح كل منهما الآخر. تم إحباط خطته بسبب الوصول غير المتوقع لـ بوجيو (المسؤول الحكومي)، مما يمنح كل من سييبي وأوشيتوراالفرصة للتراجع غير الدموي ووقف حربهما.
يغادر بوجيو بعد فترة وجيزة للتحقيق في مقتل مسؤول زميل في بلدة أخرى. سرعان ما يدرك سانجورو أن أوشيتورا أرسل رجلين لارتكاب جريمة القتل عندما سمعهما يناقشان الأمر في حانة غونجي. بهذه المعرفة، يلتقط سانجورالقتلة ويبيعهم إلى سييبي، لكنه يخبر أوشيتوراأن رجال سييبي هم من قبض عليهم. يكافئه أوشيتورا المنزعج بسخاء على مساعدته ويأمر باختطاف يويشيرو، الذي يعرضه مقابل السجينين. ومع ذلك، أوشيتورا يتخطى سيبي مرتين في المبادلة عندما أطلق شقيقه أونوسوكي النار على القتلة بمسدس؛ توقعًا لذلك، يكشف سييبي أنه أمر باختطاف عشيقة أوشيتورا. في صباح اليوم التالي، تم تبادلها مقابل يوشيرو.
علم سانجورو أن المرأة، نوي، هي زوجة لمزارع محلي فقدها لأوشيتورا بسبب دين لعب القمار؛ ثم سلمها أوشيتورابعيدًا كمتاع إلى توكيمون من أجل الحصول على دعمه. يخدع سانجورأوشيتوراللكشف عن المنزل الآمن الذي يختبئ فيه Nui، ثم يقتل الحراس المنتشرين هناك ويعيد لم شمل المرأة بزوجها وابنها، ويأمرهم بمغادرة المدينة على الفور. يتظاهر بأنه إلى جانب أوشيتورا، سانجورو قادر على إقناع أوشيتورا بأن سيبي مسؤول عن قتل رجاله. تصاعدت حرب العصابات، حيث قام أوشيتورا بإحراق مستودع الحرير في تازيمون وانتقم سييبي من خلال تدمير مصنع الجعة في توكيمون. بعد مرور بعض الوقت، يشك أونوسوكي في سانجورو والظروف المحيطة بهروب نوي، ويكشف في النهاية عن دليل على خيانة رونين. يتعرض سانجورو للضرب المبرح والسجن من قبل بلطجية أوشيتورا، الذين يعذبونه لمعرفة مكان نوي.
تمكن سانجورومن الهروب عندما يقرر أوشيتوراالقضاء على سييبي مرة واحدة وإلى الأبد. أثناء قيام جونجي بتهريبه خارج المدينة في نعش، شاهد النهاية الوحشية لسيبي وعائلته حيث تم إحراق منزلهم وتم قطعهم جميعًا أثناء محاولتهم الاستسلام. سانجورو يتعافى في معبد صغير بالقرب من مقبرة. ومع ذلك، عندما علم أن غونجي قد تم القبض عليه من قبل أوشيتورا، عاد إلى المدينة. يواجه سانجوروأوشيتوراو Unosuke وعصابتهما، ويقضي عليهم جميعًا في مبارزة ويقتلهم بسهولة. لم يبق سوى شابًا مذعورًا واحدًا، اتضح أنه الشاب الذي قابله في طريقه إلى المدينة، وأعاده إلى والديه. بينما يتفقد «سانجورو» الضرر، يخرج تازيمون من منزله مرتديًا زي الساموراي ويقرع طبلة الصلاة. مدفوعًا بالجنون، يدور حول المدينة ثم يلاحق توكيمون، ويطعنه حتى الموت. سانجورو يحرر غونجي، ويعلن أن المدينة ستكون هادئة منذ ذلك الحين، ويغادر.

## الشخصيات
- توشيرو ميفوني as "Kuwabatake Sanjuro" (桑畑 三十郎؟)
- awazu as Seibei (清兵衛؟),
- Kyū Sazanka as Ushitora (丑寅؟)
- Isuzu Yamada as Orin (おりん؟),
- دايسوكي كاتو as Inokichi (亥之吉؟),
- تاکاشي شیمورا[الإنجليزية] as Tokuemon (徳右衛門؟)
- Hiroshi Tachikawa as Yoichiro (倅与一郎؟)
- Yosuke Natsuki as Farmer's Son.
- کاماتاري فوجیوارا[الإنجليزية] as Tazaemon (多左衛門؟)
- Ikio Sawamura as Hansuke (半助؟)
- أتسوشي واتانابي as the town's coffin maker.
- Susumu Fujita as Honma (本間؟)
- Yoko Tsukasa as Nui (ぬい؟)
- يوشيو توشيا as Kohei (小平؟)
- Tsunagoro Rashomon as Kannuki (かんぬき؟)

## روابط خارجية
- يوجيمبو على موقع IMDb (الإنجليزية)
- يوجيمبو على موقع ميتاكريتيك (الإنجليزية)
- يوجيمبو على موقع الموسوعة البريطانية (الإنجليزية)
- يوجيمبو على موقع روتن توميتوز (الإنجليزية)
- يوجيمبو على موقع نتفليكس (الإنجليزية)
- يوجيمبو على موقع ألو سيني (الفرنسية)
- يوجيمبو على موقع Turner Classic Movies (الإنجليزية)
- يوجيمبو على موقع أول موفي (الإنجليزية)
- يوجيمبو على موقع بوكس أوفيس موجو (الإنجليزية)
- يوجيمبو على موقع فيلمافينيتي (الإسبانية)